# Makapansgat
Makapansgat (ali dolina Makapan) je arheološko najdišče v dolinah Makapansgat in Zwartkrans, severovzhodno od Mokopana v provinci Limpopo v Južni Afriki. Je pomembno paleontološko najdišče, kjer lokalni apnenci vsebujejo usedline avstralopitekov, ki datirajo med 3,0 in 2,6 milijona let pred našim štetjem. Celotna dolina Makapan je bila razglašena za območje svetovne dediščine Južne Afrike. Makapansgat spada v Zibelko človeštva.

## Najbolj znana mesta v dolini Makapansgat

### Apnenica Makapansgat
To je najstarejše jamsko najdišče v dolini Makapansgat, ki sega v obdobje pred več kot 4,0 milijona let, vse do morda 1,6 milijona let. Na tem najdišču so odkrili več tisoč fosilnih kosti, med katerimi so bili najdeni ostanki gracilnega avstralopiteka Australopithecus africanus. Fosili A. africanus naj bi na podlagi paleomagnetizma Andyja Herriesa (Univerza La Trobe, Avstralija) datirali med 2,85 in 2,58 milijona let. Najdišče je bilo nedavno izkopano v okviru skupnega projekta Univerze Witwatersrand v Južni Afriki in Državne univerze Arizona v ZDA.

### Jama ognjišč in jama čeljustnice
Jama ognjišč je blizu kompleksa zgodovinskih jam in ohranja izjemno popoln zapis o človeški naselbini od zgodnje kamene dobe (ašeljske) v najstarejših sedimentih skozi srednjo kameno dobo, pozno kameno dobo in vse do železne dobe. Ko so se začela izkopavanja, so na površju našli evropske ostanke iz 19. stoletja, kot so medeninasta posoda in mušketne krogle. Najdišče je bilo ponovno izkopano in ponovno analizirano v okviru projekta »Makapan Middle Pleistocene Research Project«, ki ga je med letoma 1996 in 2001 vodila Univerza v Liverpoolu (Združeno kraljestvo). To delo je pokazalo, da obarvani sedimentni horizonti v slojih iz starejše kamene dobe niso posledica uporabe ognja. Tudi spodnja čeljustnica Homo, najdena v teh plasteh, lahko predstavlja enega najzgodnejših predstavnikov Homo sapiens.

### Bivolja jama
Dr. Robert Broom naj bi leta 1937 na tem najdišču zbral majhno število fosilov, vključno z ostanki izumrlega »pritlikavega bivola«, Bos makapania, po katerem je jama dobila ime. Novejša izkopavanja so razkrila obsežno favno iz »dobe kornelijskih kopenskih sesalcev«, vključno z antilopami, konji, prašiči, opicami in mesojedci. Favna skupaj s paleomagnetnimi ocenami starosti Andyja Herriesa (Univerza La Trobe, Avstralija) kaže na starost glavnih plasti, ki vsebujejo fosile, med 990.000 in 780.000 let. Bazalne usedline sigastega kamna naj bi segajo približno 2 milijona let nazaj in kažejo na začetek Walkerjeve cirkulacije pred približno 1,7 milijona let.

### Jama figovca in najdišče iz železne dobe
Jama je dobila ime po koreninah figovca Ficus ingens, ki zakrivajo njen vhod. Ta jama vsebuje ostanke iz železne dobe in 19. stoletja, veliko kolonijo netopirjev in podzemno jezero. Najdišče iz železne dobe v bližini razkriva ostanke dela iz približno zgodnje železne dobe (550 n. št.), 870 n. št. in pozne železne dobe (1560 n. št.). Pobočja ob jami so umetno terasasta, arheološke najdbe pa vključujejo črepinje, brusne kamne, kladivne kamne in ostanke talilnic železa, vključno z rudo, žlindro in fragmenti šob.

### Poprova jama
Ta jama vsebuje ostanke železne dobe in starodavnih ostankov ter podzemno jezero. V njej živi tudi velika kolonija selitvenih dolgoprstih netopirjev, Miniopterus schreibersii.

### Mavrična jama
Ta jama je tik pod Zgodovinsko jamo in vsebuje ostanke več domnevnih ognjišč, kar kaže na človeško naseljenost in nadzorovano uporabo ognja. Izpostavljeni sedimenti so razkrili artefakte iz srednje kamene dobe pietersburške kulture, stare med 100.000 in 50.000 leti. Nedavne študije so pokazale, da barvni horizonti niso ognjišča, temveč bolj verjetno starodavni usedlini v bazenih.

### Zgodovinska jama ali Makapansgat
To najdišče leži tik ob Jami ognjišč in ohranja ostanke železne dobe in Mfecane. Najbolj je znana kot spopad med burskim komandosom in lokalnimi ljudstvi Langa in Kekana po umorih Voortrekkerjev pri Moorddriftu, Mapeli in Pruizenu. Poglavar Makapan (Mokopane) je bil skupaj z velikim številom pripadnikov svojega plemena in njihove živine oblegan v jami skoraj mesec dni med 25. oktobrom in 21. novembrom 1854, v tem času pa je zaradi lakote in žeje umrlo na stotine ljudi. Piet Potgieter je bil med obleganjem ustreljen, ime bližnjega mesta pa se je iz Vredenburga spremenilo v 'Pieter Potgietersrust', kar se je kasneje spremenilo v 'Potgietersrus'. V začetku 21. stoletja (približno v začetku 2000-ih), po prehodu iz apartheidske vlade v večinsko oblast, se je pojavil trend preimenovanja več nacionalnih in pokrajinskih vladnih institucij (vključno z izobraževalnimi ustanovami), cest, javne infrastrukture, mest itd. Posledično je bilo mesto kontroverzno preimenovano v Mokopane v čast poglavarja Mokopana. Jama je bila leta 1936 razglašena za narodni spomenik.

### Jama Hladnega zraka
Analize stabilnih izotopov stalagmita, datiranega z uranovim nizom, iz jame Hladnega zraka so zagotovile zapis podnebnih sprememb za obdobja 4400–4000 let in približno pred 800 leti do danes.

### Jama Gutentight
To jamo so leta 2000 odkrili in raziskali A. Herries, A. Latham in W. Murzel. Po prebijanju številnih tesnih rež se je jama odprla v veliko komoro. Tla komore so bila prekrita z ognjišči. Napis na steni jame je iz 19. stoletja in je nakazoval, da se je prejšnji vhod v jamo po tem datumu zrušil in zaprl votlino.

### Murzelova jama
To jamo sta leta 1998 odkrila in raziskala A. Herries in A. Latham. Izkopavanje vhoda je vodilo do vzpona in prečkanja navzdol v vrsto nižjih okrašenih komor.

### Jama Katzenjammer ali Herriesova luknja
Jama Katzenjammer je poleg Poprove jame. Vhodni jašek vodi navzdol do ozkega vzpona in vhoda v mrežo prehodov na isti ravni kot oddaljeni deli Poprove jame. Vhodni jašek je nastal z zrušitvijo fosilnih nahajališč (vključno z Giant Dasie) v spodnji sodobni jamski sistem, jamo Katzenjammer. Območje vhodnega jaška in fosilna nahajališča je raziskovalni projekt Makapan Middle Pleistocene skupno poimenoval Herriesova luknja.

## Zgodovina odkritij v dolini Makapan
Dolina Makapansgat je opisana kot eden največjih paleontoloških zapisov o človeški evoluciji na svetu. Zbiranje na najdišču se je začelo leta 1925, ko je lokalnega učitelja Wilfreda Eitzmana pritegnila dejavnost delavcev z apnom. Nekaj fosilnega materiala je bilo poslanih Raymondu Dartu, ki je leta 1947 začel sistematično preiskavo. Eitzman je odkril tudi tako imenovani »prodnati kamenček Makapansgat«, povezan s kostmi. Pred približno 3.000.000 leti je bil ta kamenček naravno oblikovan tako, da spominja na človeški obraz, domneva se, da ga je našel avstralopitek in ga od vira prinesel v jamo Makapansgat. Domneva se, da ta kamenček predstavlja najzgodnejši znani primer simbolnega mišljenja zgodnjih hominidov.
Izkazalo se je, da so kamnine, ki jih je profesor Dart prejel od g. Eitzmana, med drugim vsebovale počrnele fosilne kosti, zaradi česar je verjel, da so bile sežgane. Čeprav sprva niso našli nobenih ostankov hominidov ali kamnitega orodja, je sklepal, da gre za ostanke kosti, sežganih v ognjiščih, in da je bil zato Makapansgat območje zgodnje naselitve hominidov. Dart je prve hominide, odkrite na najdišču, poimenoval Australopithecus prometheus po mitološkem grškem junaku, ki je bogom ukradel ogenj. Kasneje se je izkazalo, da so črne oznake madeži mangana, Australopithecus prometheus pa so prepoznali kot primerke Australopithecus africanus. Po analizi 7159 fosilnih kosti je Dart ugotovil, da so ta bitja v dobi pred odkritjem kamnitega orodja uporabljala orodja iz kosti, zob in rogov, zato je to kulturo poimenoval Osteodontokeratska kultura.
Leta 1936 je bila Komisija za zgodovinske spomenike zaprošena, da Makapanovo jamo razglasi za narodni spomenik, profesor Clarence van Riet Lowe, sekretar komisije in direktor Arheološkega zavoda Južnoafriške unije, pa je najdišče obiskal leta 1937. Pregledal je zgodovinsko jamo in v bližini odkril zapuščen rov delavca za apno, ki je prerezal kalcificirano jamsko zasipnico. V tej zasipnici je videl fosilne kosti, kamnito orodje in nekaj, kar je domneval, da so pepelni horizonti, ki predstavljajo starodavna ognjišča. Sprva jo je imenoval del Makapanove jame, kasneje pa jo je preimenoval v Jama ognjišč.
Nadaljnje raziskave med junijem in oktobrom 1937 so razkrile Mavrično jamo. Najdišče so obiskali Clarence Van Riet Lowe, Raymond Dart in Robert Broom. H. B. S. Cooke z oddelka za geologijo Univerze v Witwatersrandu je leta 1941 izvedel geološki pregled območja, ki mu je leta 1951 sledil L. C. King.
Julija 1945 je Philip Tobias vodil skupino študentov v dolino, kjer so poleg najdišča Van Rieta Loweja odkrili »jamo čeljustnice«. Nadalje po dolini so v jami poleg apnenčarja nabrali veliko fosilno spodnjo čeljust konja, ki je dala ime »Jama konjske čeljusti«.
Po teh odkritjih je dr. Bernard Price odobril raziskovalno štipendijo za sistematična izkopavanja, ki so se začela leta 1947 v Jami ognjišč, terensko delo pa so izvajali Guy Gardiner, James Kitching ter njegova brata Ben in Scheepers. Eno najpomembnejših odkritij je bila spodnja čeljust Homo iz plasti 3, ki jo je odkril Ben. Leta 1953 je bil dr. R. J. Mason imenovan za vodjo izkopavanj. Stratigrafsko zaporedje je bilo določeno v letih 1953–1954.
Ko sta brata Kitching leta 1947 med odlagališči apnenice odkrila možgansko ovojnico opičjega človeka, je Dart organiziral ročno sortiranje odlagališč rudarja apnenice, da bi pridobili čim več materiala, ki vsebuje fosile. Po 45 letih raziskav je bilo s tega najdišča identificiranih in katalogiziranih več tisoč fosilov.
Brian Maguire je preučeval kamnine, ki so bile v prazgodovini prinesene v jame (1965, 1968, 1980). To je interpretiral kot elementarne dejavnosti izdelovanja kamnitih orodij, datirane v obdobje pred približno 2,3–1,6 milijona let, vendar so nedavne analize pokazale, da so te informacije napačne.
Nedavno delo na najdiščih v poznih 1990-ih in zgodnjih 2000-ih letih so opravile naslednje skupine:
- Makapansgat Fieldschool, ki sta jo skupaj vodila Kaye Reed z Inštituta za človeški izvor na Državni univerzi Arizona (ZDA) in Kevin Kuykendall z Univerze Witwatersrand (Južna Afrika) in kasneje Univerze v Sheffieldu (Združeno kraljestvo);
- raziskovalni projekt Makapan Middle Pleistocene, ki so ga vodili Anthony Sinclair, Patrick Quinney z Univerze v Liverpoolu (Združeno kraljestvo) in kasneje John McNabb z Univerze v Southamptonu (Združeno kraljestvo).
- Alf Latham, Ginette Warr (Univerza v Liverpoolu) in Andy Herries (Univerza La Trobe, Avstralija) so opravili geokronološko in stratigrafsko delo za oba projekta.

## Lokacije najdišč
- Raziskovalna hiša 24°08′22.1″S 29°11′59.5″E / 24.139472°S 29.199861°E
- Apnenica Makapansgat 24°08′22″S 29°11′25.6″E / 24.13944°S 29.190444°E
- Jama ognjišč 24°08′25.8″S 29°11′58.6″E / 24.140500°S 29.199611°E
- Zgodovinska jama 24°08′28.7″S 29°11′58.9″E / 24.141306°S 29.199694°E
- Mavrična jama 24°08′29.4″S 29°12′01.9″E / 24.141500°S 29.200528°E
- Zwartkrans 24°07′54″S 29°11′18″E / 24.13167°S 29.18833°E
- Bivolja jama 24°08′34.8″S 29°10′37″E / 24.143000°S 29.17694°E
- Jama Hladnega zraka 24°08′45.7″S 29°10′10.7″E / 24.146028°S 29.169639°E